# INaturalist
iNaturalist е онлайн социална мрежа и платформа за гражданска наука за естествоизпитатели, учени и природолюбители, в която хора от цял свят могат да публикуват своите наблюдения на живата природа и да ги дискутират. Компютърно зрение и експерти помагат при разпознаването на организмите, а събраните данни за разпространението на организмите са достъпни за всички и се публикуват периодично в глобалната информационна мрежа за биоразнообразие GBIF.
Платформата е безплатна, с отворен код и отворени данни. Разработвана е в сътрудничество между Калифорнийската академия на науките и Националното географско дружество. Основният сайт е преведен на български.

## История
Сайтът iNaturalist.org е създаден през 2008 г. като проект за магистърска степен на студентите Нейт Агрин (Nate Agrin), Джесика Клайн (Jessica Kline) и Кен-ичи Уеда (Ken-ichi Ueda) в Калифорнийския университет в Бъркли. Нейт и Кен-ичи продължават да работят върху проекта и след това. През 2011, Кен-ичи и Скот Лори (Scott Loarie) сформират дружеството iNaturalist LLC и разширяват сайта чрез множество сътрудничества. През 2014 iNaturalist става инициатива на Калифорнийската академия на науките, а през 2017 – съвместна инициатива с Националното географско дружество.

## Платформа
Платформата може да е достъпна чрез различни сайтове и мобилни приложения. От тях основен и с най-богата функционалност остава inaturalist.org. Потребителските акаунти и всички наблюдения са достъпни на всички сайтове и приложения.

### Мрежа от сайтове
Първоначално платформата е реализирана като един-единствен сайт – inaturalist.org, който е преведен на десетки езици. За по-добра локализация и за сътрудничество с местни организации, по-късно се създават редица локализирани сайтове обслужващи определени национални общности. Потребителският акаунт е валиден за всички сайтове и данните от наблюденията са достъпни навсякъде.

### Мобилни приложения
Освен чрез сайта, потребителите могат да публикуват наблюдения и чрез две различни приложения:
- iNaturalist за iOS и Android
- Seek by iNaturalist за iOS и Android

В приложенията липсват някои разширени функции. Приложението Seek е с най-ограничени възможности и е предназначено за деца.